# Seyon

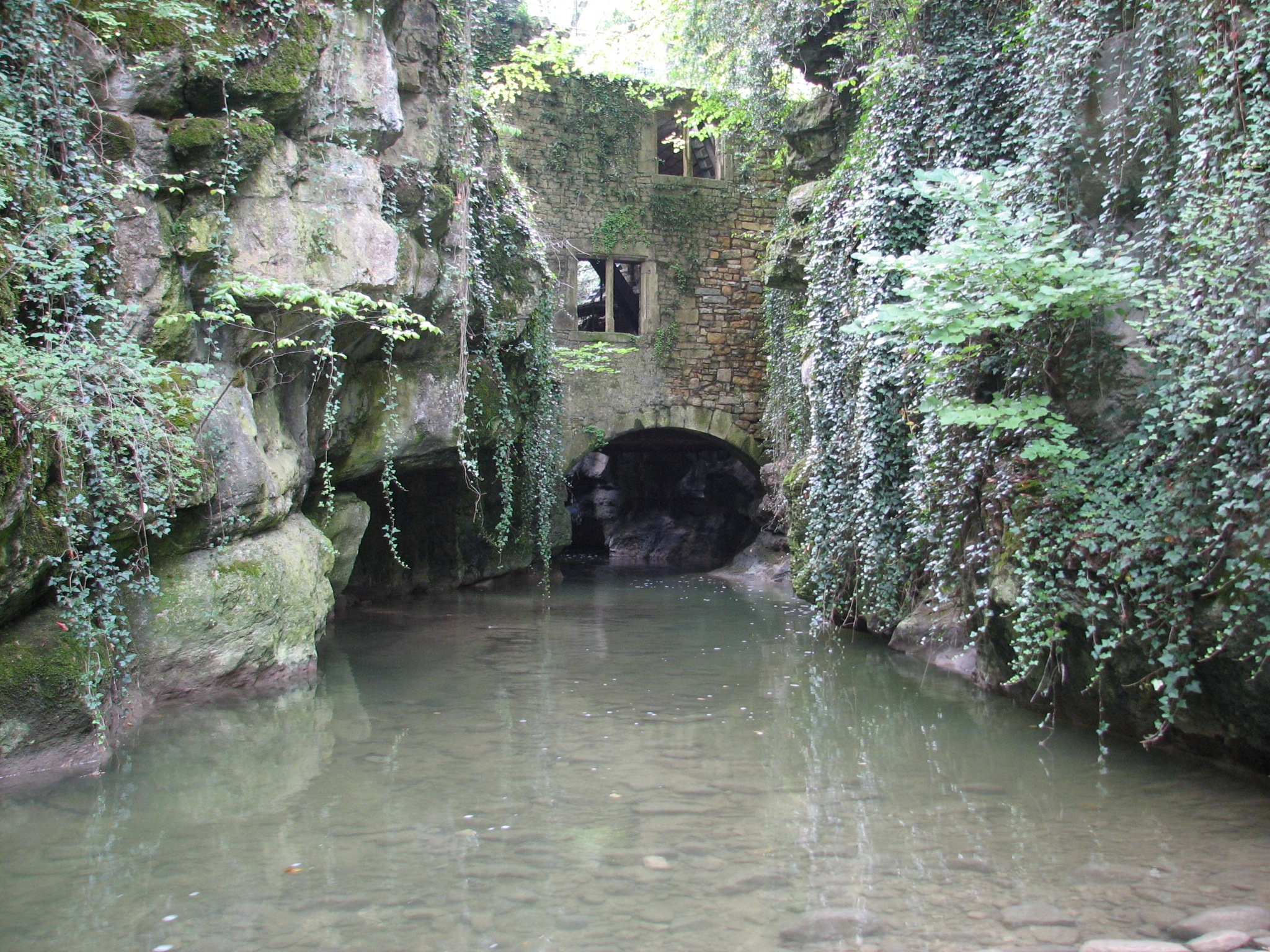
De Seyon stroomt onder de ruïne van de watermolen in Gor de Vauseyon door.

De Seyon is een rivier in het kanton Neuchâtel in Zwitserland. De rivier is 20 km lang.
De Seyon stroomt van noord naar zuid en eindigt in het Meer van Neuchâtel. Hij volgt de Route Cantonale en gaat onder meer onder de ruïne van de watermolen in Gor de Vauseyon door. Nadat de Route Cantonale overgaat in de Autoroute 20, blijft de rivier de autosnelweg volgen.

## Geschiedenis
In 1579 overstroomde de rivier, waarbij ongeveer dertig huizen in Neuchâtel werden verwoest en waarschijnlijk twintig slachtoffers vielen. De Seyon stroomde langs het kasteel van Neuchâtel totdat hij in 1843 werd omgelegd en overkluisd.
- Virtual International Authority File: 249404410